# Septembre 1912

## Événements
- Canada : premier Stampede de Calgary. L'événement va se poursuivre annuellement.
- Septembre - octobre[1] : élection de la 4e Douma. Renforcement de la droite, érosion du centre octobriste.

- 6 septembre : le Français Roland Garros bat le record d'altitude en avion : 4 900 m sur un « Blériot ».

- 9 septembre : le Français Jules Védrines remporte la « coupe Gordon Bennett » disputée à Chicago. Avec le nouveau monocoque de « Deperdussin », il atteint une vitesse record de 174,1 km/h ; nouveau record.

- 11 septembre : le Français Fourny bat le record de distance en avion : 1 010,9 km. C'est la première fois que la barrière des 1 000 km est (officiellement) atteinte. Au cours de ce vol, Fourny améliore également le record de temps de vol : 13 heures, 17 minutes et 57 secondes.

- 17 septembre : le Français Georges Legagneux bat le record d'altitude avion : 5 450 m sur un « Morane-Saulnier ».

- 28 septembre : 
  - Ulster Covenant, signé par près de 500 000 protestants en Irlande du Nord pour protester contre la loi sur le Home Rule.
  - À Séville (Espagne), alternative de José Gómez Ortega dit « Joselito » ou encore « Gallito », matador espagnol.

- 29 septembre : premier vol au Venezuela.

## Naissances
- 5 septembre : John Cage, compositeur américain († 12 août 1992).
- 10 septembre  : André Dassary, chanteur d'opérette français († 7 juillet 1987).
- 11 septembre : Geoffroy Chodron de Courcel, diplomate français († 9 décembre 1992).
- 14 septembre :
  - Enrique Erro, journaliste et homme politique uruguayen († 1er octobre 1984).
  - Eduard von Falz-Fein, homme d'affaires, journaliste et dirigeant sportif liechtensteinois né russe († 17 novembre 2018).
  - Charles Fenain, homme politique français, maire de Douai de 1965 à 1983 († 4 février 1997).
  - Jacques Lemare, directeur de la photographie français († 2 juin 1988).
  - Jean Lescure, écrivain, poète et scénariste français († 17 octobre 2005).
  - Gérard Wozniok, joueur et entraîneur de football français d'origine polonaise († 5 septembre 1993).
- 22 septembre : Éloi Meulenberg, coureur cycliste belge († 26 février 1989).
- 29 septembre : Michelangelo Antonioni, réalisateur et scénariste italien († 30 juillet 2007).

## Décès
- 11 septembre : Pierre-Hector Coullié, cardinal français, archevêque de Lyon (° 15 mars 1829).
- 26 septembre : Charles Voisin, pionnier français de l'aéronautique, victime d'un accident automobile.